# Orangeridubbelfotingar
Orangeridubbelfotingar (Paradoxosomatidae) är en familj av mångfotingar. Orangeridubbelfotingar ingår i ordningen banddubbelfotingar, klassen dubbelfotingar, fylumet leddjur och riket djur. Enligt Catalogue of Life omfattar familjen Paradoxosomatidae 744 arter. 

## Dottertaxa till orangeridubbelfotingar, i alfabetisk ordning[1][2]
- Akamptogonus
- Aklerobunus
- Akribosoma
- Alogolykus
- Anaulacodesmus
- Annamina
- Anoplodesmus
- Antheromorpha
- Antichiropus
- Aponedyopus
- Archicladosoma
- Arthrogonopus
- Aschistodesmus
- Asiomorpha
- Astromontosoma
- Atropisoma
- Aulacoporus
- Australiosoma
- Australodesmus
- Boreohesperus
- Boreviulisoma
- Borneochiropus
- Borneonina
- Brasilogonopus
- Brochopeltis
- Caloma
- Campsogon
- Carinorthomorpha
- Carvalhodesmus
- Catharosoma
- Cawjeekelia
- Centrodesmus
- Chamberlinius
- Chapanella
- Chinosoma
- Chondromorpha
- Ciliciosoma
- Cleptomorpha
- Cnemodesmina
- Congolina
- Curiosoma
- Cylindrodesmus
- Dajakina
- Delarthrum
- Dendrogonopus
- Desmolius
- Desmoxytes
- Dicladosoma
- Dicladosomella
- Dicranogonus
- Diglossosternoides
- Duseviulisoma
- Dysthymus
- Ectodesmus
- Entothalassinum
- Ergethus
- Eroonsoma
- Eucatharosoma
- Eudasypeltis
- Euphyodesmus
- Eustrongylosoma
- Eviulisoma
- Gigantomorpha
- Gigantowales
- Gonobelus
- Gonodrepanoides
- Gonodrepanum
- Grammorhabdus
- Graphisternum
- Habrodesmella
- Habrodesmoides
- Habrodesmus
- Haplogonomorpha
- Haplogonosoma
- Hedinomorpha
- Helicopodosoma
- Helicopodosomella
- Helicorthomorpha
- Hemigonodrepanum
- Himantogonus
- Himatiopus
- Hirtodrepanum
- Hoplatessara
- Hoplatessaropus
- Hoplatria
- Hylaiopus
- Hylomus
- Isocladosoma
- Iulidesmus
- Jonespeltis
- Julidesmus
- Kalimantanina
- Kansupus
- Kaschmiriosoma
- Kochliopus
- Kronopolites
- Laterogonopus
- Laviusoma
- Leiozonius
- Leucotessara
- Liliputia
- Lohmanderodesmus
- Lundacus
- Lundasoma
- Luzonomorpha
- Malayorthomorpha
- Mandarinopus
- Mestosoma
- Metonomastus
- Microdesminus
- Microdesmus
- Mimosoma
- Mjoebergodesmus
- Mogyella
- Mogyosoma
- Montesecaria
- Morogosoma
- Myallosoma
- Myrmekia
- Nasmodesosoma
- Nearctoma
- Nedyopus
- Neotrachydesmus
- Nepalomorpha
- Nothrosoma
- Notodesmus
- Oligodesmus
- Ologonosoma
- Onciurosoma
- Orangutana
- Orientosoma
- Orthomorpha
- Otoplacosoma
- Oxidus
- Paitomus
- Papuosoma
- Paracatharosoma
- Paradesmus
- Paradoxosoma
- Paranedyopus
- Paraulacoporus
- Paraustraliosoma
- Parawalesoma
- Parchondromorpha
- Parorthomorpha
- Partelsodolichus
- Parwalesoma
- Perittotresis
- Pernambucosoma
- Perusoma
- Phaeodesmus
- Piccola
- Pleonaraius
- Pleuroporodesmus
- Podochresimus
- Polydrepanum
- Polylobosoma
- Porcullosoma
- Pratinus
- Prionopeltis
- Promestosoma
- Pseudogonodrepanum
- Pseudostrongylosoma
- Rhopalowales
- Riukiupeltis
- Scolodesmus
- Sellanucheza
- Selminosoma
- Serangodes
- Sichotanus
- Sigipinius
- Solaenodolichopus
- Solomonosoma
- Somethus
- Sphalmatogonus
- Stosatea
- Strandiellus
- Streptocladosoma
- Streptogonopus
- Strongylosoma
- Stygiochiropus
- Substrongylosoma
- Sulciferus
- Sumatreonina
- Sundanina
- Sundaninella
- Suohelisoma
- Szechuanella
- Tectoporus
- Telodrepanum
- Tetracentrosternus
- Tetrarthrosoma
- Thalatthipurus
- Titschackia
- Tonkinosoma
- Topalosoma
- Touranella
- Tridactylogonus
- Trogodesmus
- Tylopus
- Walesoma
- Vaulogerodesmus
- Vietnamorpha
- Wubidesmus
- Xanthodesmus
- Xenosoma
- Xiphidiogonus
- Yuennanina